# Kalínovka Vtóraya
Kalinovka Vtóraya (del ruso: Калиновка Вторая) es un jútor del raión de Krymsk del krai de Krasnodar, en Rusia. Está situado a orillas del Adagum, de la cuenca del Kubán, 20 km al noroeste de Krymsk y 91 km al oeste de Krasnodar. Tenía 56 habitantes en 2010
Pertenece al municipio Kíyevskoye.